# Gouesnou
Gouesnou is een gemeente in het Franse departement Finistère, in de regio Bretagne. De plaats maakt deel uit van het arrondissement Brest. Gouesnou telde op 1 januari 2022 6.412 inwoners.

## Geografie
De oppervlakte van Gouesnou bedroeg op 1 januari 2022 12,08 vierkante kilometer; de bevolkingsdichtheid was toen 530,8 inwoners per km².

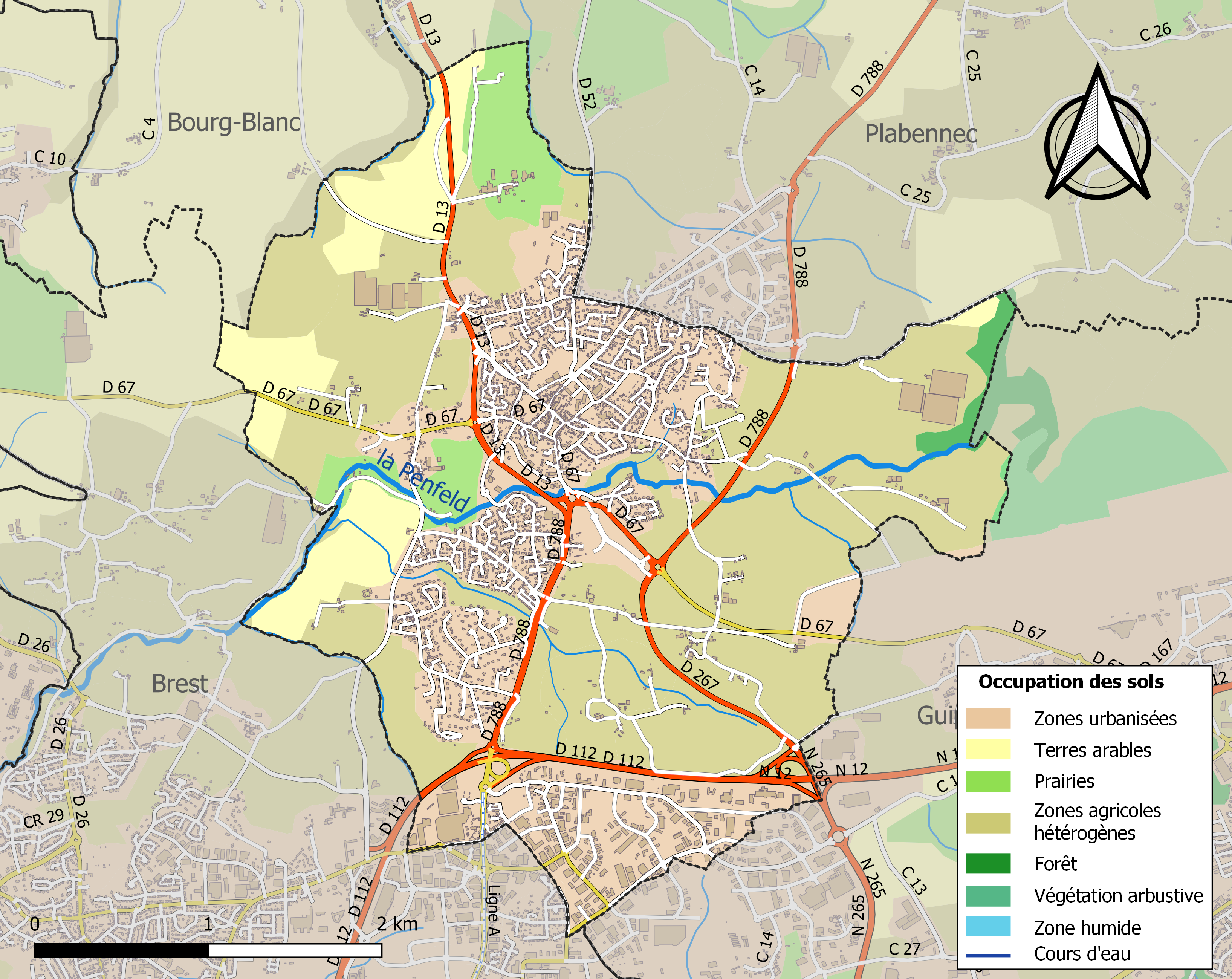
Kaart van de gemeente met belangrijkste infrastructuur, bodemgebruik en omliggende gemeenten

## Demografie
Onderstaande figuur toont het verloop van het inwonertal (bron: INSEE-tellingen).

## Geboren
- Virginie Cueff (1988), Frans baanwielrenster